# فيتالي بافلوف
فيتالي بافلوف (بالأوكرانية: Віталій Сергійович Павлов)‏ (25 يونيو 1988 بجمهورية أوكرانيا الاشتراكية السوفيتية - ) هو لاعب كرة قدم أوكراني (وحمل سابقاً جنسية الاتحاد السوفيتي) في مركز الوسط. لعب مع FC Inhulets Petrove ‏ وFC Prykarpattia Ivano-Frankivsk (2004) ‏ وFC Myr Hornostayivka ‏ وFC Hirnyk Kryvyi Rih ‏ وكريفباس كريفي ريه ‏.

## وصلات خارجية
- فيتالي بافلوف على موقع اتحاد أوكرانيا (الإنجليزية)
- فيتالي بافلوف على موقع قاعدة بيانات كرة القدم.إي يو (الإنجليزية)
- فيتالي بافلوف على موقع Soccerway.com (الإنجليزية)